# Gaxate (La Lama)
Gaxate (oficialmente San Pedro de Gaxate) es una parroquia española del municipio de La Lama, perteneciente a la provincia de Pontevedra, en la comunidad autónoma de Galicia.

## Toponimia
La parroquia puede aparecer referida con las grafías «Gaxate» y «Gajate».

## Historia
Hacia mediados del siglo XIX, la parroquia, ya por entonces perteneciente a La Lama, tenía contabilizada una población de un millar de habitantes. Aparece descrita en el octavo volumen del Diccionario geográfico-estadístico-histórico de España y sus posesiones de Ultramar de Pascual Madoz con las siguientes palabras:

GAJATE (San Pedro): felig. en la prov. de Pontevedra (4 leg.), part. jud. de Puente Caldelas (1 1/2), dióc. de Tuy (7), ayunt. de Lama (1/2). sit. entre los montes denominados Ceo, que se levanta hácia el O., y Suido por el E. La combaten principalmente los aires del N. y S.; el clima es benigno, y las enfermedades comunes, fiebres de varias clases. Tiene 300 casas repartidas en los l. de Cabada, Gende, Merteira, Muiños y Paradela. Hay escuela de primeras letras frecuentada por 40 niños, cuyo maestro percibe las retribuciones de los concurrentes. Para surtido del vecindario se hallan en varios puntos fuentes de muy buenas aguas. La igl. parr. (San Pedro), de la que es aneja la de San Pedro de Gende, está servida por un cura de segundo ascenso nombrado por los vec. Confina el terr. N. monte Ceo; E. San Bartolomé de Giesta; S. San Martin de Berducido, y O. San Pedro de Torzanes: en la cúspide de un cerro contiguo á la igl. se ven las ruinas de un pequeño fuerte, á cuyo parage llaman los naturales el Castro. El terreno es de mediana calidad, y está circuido de montañas: le baña un riach., que pasando por el puente de Gajate se dirige á Forzanes, y en seguida confluye con el r. Octaben. El correo se recibe por la balija de Caldelas. prod. maiz, centeno, patatas y lino; se cria ganado vacuno, mular, lanar y cabrio; caza de conejos, liebres y perdices, y pesca de truchas. ind.: la agrícola y molinos harineros. pobl.: inclusa la del anejo, 300 vec., 1,000 almas. contr. con su ayunt. (V.)
(Madoz, 1847, p. 266)

En 2023, tenía empadronados 157 habitantes.